# Sander Van Caeneghem
Sander Van Caeneghem (6 maart 1995) is een Belgisch basketballer.

## Carrière
Van Caeneghem speelde in de jeugd van Amon Jeugd Gentson, BBC Falco Gent en Leuven Bears waar hij in 2013 ging spelen. Hij speelde twee seizoenen mee met de eerste ploeg en speelde ook op dubbele licentie bij tweedeklasser St. Niklase Condors. In 2015 maakte hij de overstap naar Union Mons-Hainaut waar hij zes seizoenen lang speelde in de eerste ploeg. In 2021 ging hij spelen voor de tweedeklasser Kortrijk Spurs en speelde er een seizoen. 
In 2022 maakte hij de overstap naar LDP Donza; in 2023 verloren ze de titel tegen zijn oude club Kortrijk Spurs maar een seizoen later werd hij in de tweede klasse kampioen. In 2025 werden ze opnieuw kampioen nadat Guco Lier werd verslagen in de play-off finale.

## Erelijst
- Tweede klasse: 2024, 2025